# Nova União, Minas Gerais
Nova União este un oraș în Minas Gerais (MG), Brazilia.